# Ilja Sergejewitsch Rosljakow
Ilja Sergejewitsch Rosljakow (russisch Илья Сергеевич Росляков; * 18. Februar 1983 in Murmansk) ist ein ehemaliger russischer Skispringer.

## Werdegang
Rosljakow, der den Großteil seiner Karriere in Moskau lebte und studierte, gab beim Continental-Cup-Springen am 3. August 2002 in Oberstdorf sein internationales Debüt und erreichte dabei auf Anhieb die Punkteränge. Im restlichen Sommerverlauf versuchte er sich mehrmals im Grand Prix, verpasste jedoch bei allen Teilnahmen die Qualifikation. Nachdem er zum Winterbeginn in Ruka sowie anschließend in Titisee-Neustadt ebenfalls an der Qualifikation gescheitert war, gab Rosljakow am 21. Dezember 2002 in Engelberg sein Weltcup-Debüt. Mit dem 49. Platz verpasste er aber ebenso wie in den folgenden Wochen die Punkteränge. Erst am 9. Februar 2002 gelangen ihm in Willingen die ersten Punktgewinne, als er von den Windverhältnissen sowie der Absage des Finaldurchgangs profitierte und den 13. Platz belegte. Bei den Nordischen Skiweltmeisterschaften 2003 im Val di Fiemme belegte er den 30. Platz von der Großschanze sowie Rang 27 von der Normalschanze. Am Teamspringen nahmen die Russen nicht teil.
Zusammen mit Denis Kornilow, Dmitri Ipatow, Dmitri Wassiljew und dem inzwischen verstorbenen Pawel Karelin war er zwischenzeitlich unter der Obhut von Wolfgang Steiert ein fester Bestandteil der russischen Weltcup-Mannschaft. Er durfte sein Heimatland auch bei Internationalen Großveranstaltungen, wie der Skiflug-Weltmeisterschaft 2008 oder der Vierschanzentournee, vertreten. Sein bestes Weltcupresultat war ein 12. Platz beim Springen in Innsbruck am 4. Januar 2009 im Rahmen der Vierschanzentournee 2008/09. Bei den Olympischen Winterspielen 2010 in Vancouver schied er bei der Qualifikation von der Normalschanze als 45. aus. Auf nationaler Ebene gewann Rosljakow 17 Medaillen. Bei den russischen Meisterschaften 2002 in Nischni Tagil holte er kurz nach seinem 19. Geburtstag seinen ersten Meistertitel im Einzel. Insgesamt folgten weitere fünf Einzeltitel, darunter einen im Sommer. Am erfolgreichsten verliefen die russischen Meisterschaften 2011 in Meschduretschensk, als er sowohl von der Normal- und der Großschanze als auch im Team gewinnen konnte. Ende März 2014 gab Rosljakow sein Karriereende bekannt. Seinen letzten Wettkampf absolvierte er im Rahmen der russischen Meisterschaften 2014 in Nischni Tagil, wo er den achten Rang von der Großschanze belegte.
Seit der Saison 2018/19 gehört Rosljakow dem Trainerstab des russischen Herren-Nationalkaders an. Auch im Winter 2021/22 listet ihn das russische Sportsministerium als Trainer auf.

## Statistik

### Weltcup-Platzierungen
| Saison  | Platz | Punkte |
| ------- | ----- | ------ |
| 2002/03 | 60.   | 020    |
| 2006/07 | 53.   | 041    |
| 2007/08 | 56.   | 021    |
| 2008/09 | 38.   | 098    |
| 2009/10 | 80.   | 003    |
| 2010/11 | 75.   | 003    |
| 2012/13 | 52.   | 031    |

### Grand-Prix-Platzierungen
| Saison | Platz | Punkte |
| ------ | ----- | ------ |
| 2006   | 52.   | 028    |
| 2007   | 31.   | 070    |
| 2008   | 49.   | 045    |
| 2009   | 47.   | 032    |
| 2011   | 35.   | 066    |
| 2012   | 36.   | 059    |